# ستيف كارتر (لاعب دوري الرغبي)
ستيف كارتر (بالإنجليزية: Steve Carter)‏ هو لاعب دوري الرغبي أسترالي، ولد في 22 يوليو 1970.